# 13820 Шварц
13820 Шварц (13820 Schwartz) — астероїд головного поясу, відкритий 1 листопада 1999 року Чарльзом Джуелсом.
Тіссеранів параметр щодо Юпітера — 3,194.

## Назва
Астероїд названий в честь Майкла Шварца (*1950), який бере участь у спільно аматорсько-професійному дослідженні наднових та працює в обсерваторії Тенагра, Аризона, США.